# Fresnes-en-Tardenois

Fresnes-en-Tardenois este o comună în departamentul Aisne din nordul Franței. În 1 ianuarie 2022 avea o populație de 278 de locuitori.